# Hanomag 2/10 CV
El Hanomag 2/10 CV es un automóvil económico fabricado por Hanomag entre 1924 y 1928. Fue uno de los primeros coches con carrocería de pontón. Se le conocía coloquialmente como Kommissbrot («pan del ejército») por su forma similar al tipo de barra de pan utilizada en aquella época por el ejército alemán. «Kommiss» es la jerga alemana para «ejército», abreviatura de «comisión».

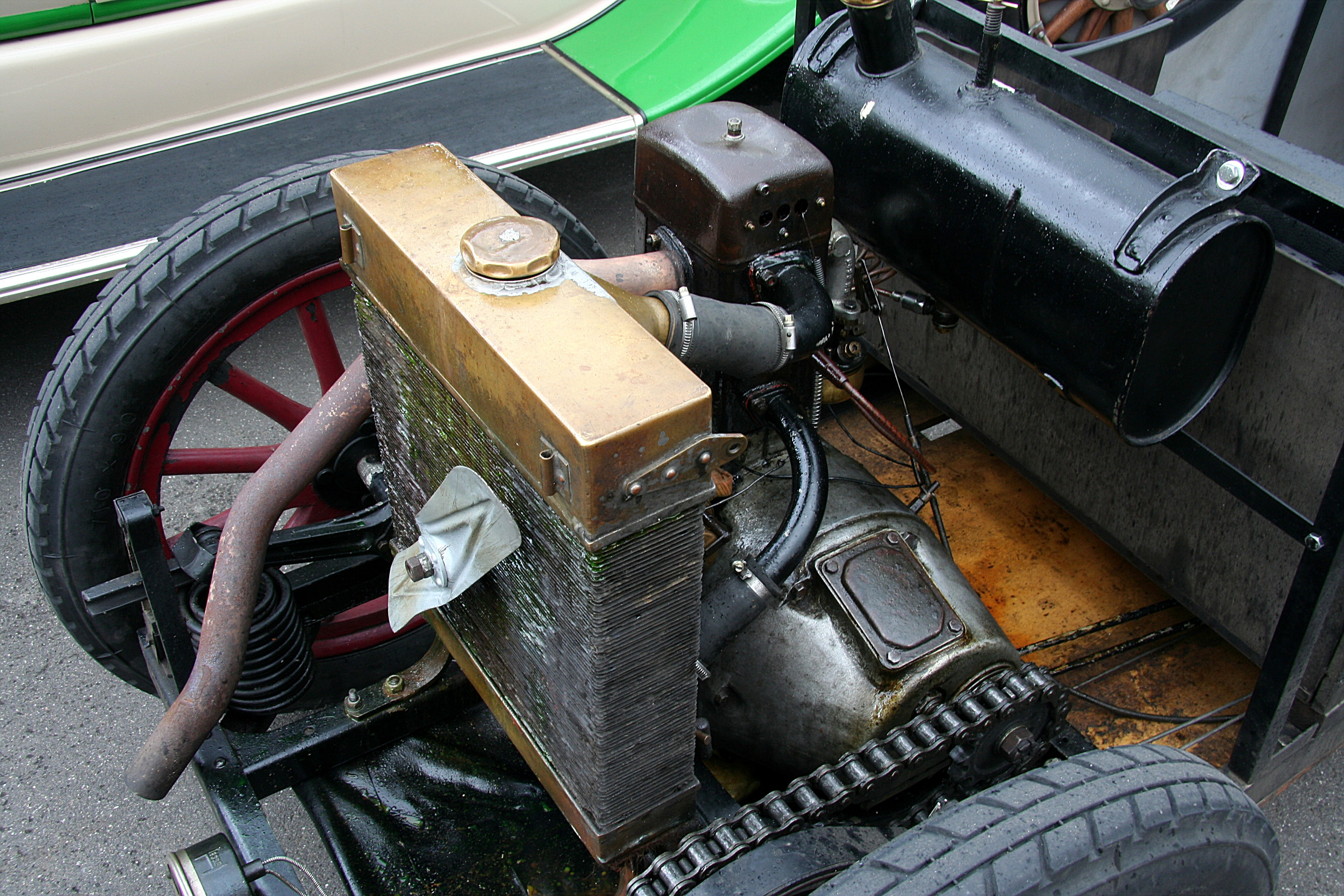
Transmisión y radiador de un 2/10 CV.

El 2/10 CV (2 CV fiscales y 10 CV de freno) tenía un motor 0.5 monocilíndrico, situado tras los pasajeros. El eje trasero estaba accionado por una cadena, sin diferencial. Con un consumo de combustible de 4 litros a los 100 km, fue el automóvil de producción en cadena con mayor eficiencia de combustible del mundo entre las dos guerras mundiales debido a su motor monocilíndrico de baja fricción y su ligero peso.
Los guardabarros, o aletas, del 2/10 CV se integraron en la carrocería del coche, permitiendo que el espacio de los pasajeros fuera más amplio de lo que habría sido con los guardabarros y el estribo tradicionales separados. La transmisión compacta permitió que el piso fuera más bajo, eliminando la necesidad de un estribo. La apariencia redondeada del 2/10 CV, debido al estilo de carrocería de pontón, le concedió el apodo de Kommissbrot, en honor al pan económico que solían dar a los militares en aquella época.
El 2/10 CV se enfrentó a la competencia del Opel Laubfrosch y la variante Dixi DA1 del Austin 7. Estos coches eran superiores en casi todos los aspectos y no costaban más que el pequeño Hanomag; el Kommissbrot fue sustituido en 1928 por el modelo más convencional llamado 3/16 CV.
|                  |
| Hanomag 2/10 CV. |

|                  |
| Hanomag 2/10 CV. |

|                                     |
| Versión de carreras en Nürburgring. |

|                                                      |
| Versión de carreras con carrocería ligera de mimbre. |